# 모식

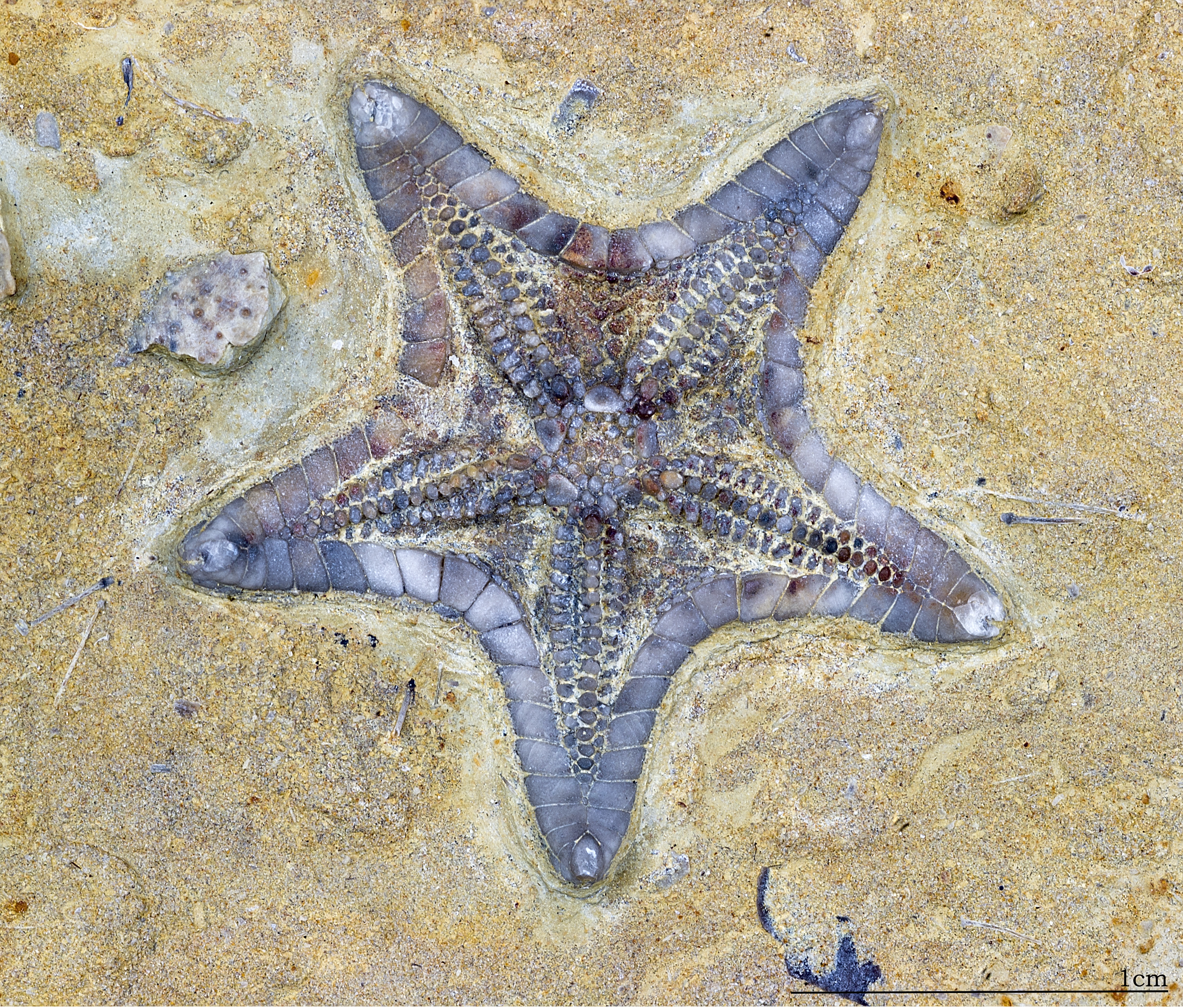
멸종한 불가사리 마로카스테르 코로나투스의 모식표본(툴루즈 박물관 소장)

모식(模式, type)이란 생물학에서 특정 분류군의 특징을 정의하는 성격이다. 어떤 생물종이 정식 학명을 얻도록 하는 특정 표본 또는 표본군을 모식표본(模式標本, type specimen)이라고 하고, 어떤 생물 분류군을 대표하는 종을 모식종이라고 한다. 과거(1900년 이전 식물학)에는 표본보다는 분류군에 대하여 모식성이 판단되었었다.
분류군은 여러 비슷한 생명체들을 묶어 과학적 이름인 학명을 부여한 것으로서 특정 생명체는 포함하고 나머지는 배제하는 집합이다. 이 포함 여부 기준은 논문으로 출판(기재)된 설명에 따르며 이것을 위해 모식표본이 사용된다. 모식표본은 대형 박물관의 연구소장품이나 기타 유사 기관에서 보관하여 과학자들이 접근할 수 있도록 한다.

## 같이 보기
- 의문명